# Ngat-Bane
Ngat-Bane ou Ngat est un village du Cameroun, situé dans la commune de Mbalmayo, le département du Nyong-et-So'o et la région du Centre.

## Population
En 1963, Ngat-Bane comptait 453 habitants, principalement des Bané. Lors du recensement de 2005, on y a dénombré 423 personnes.